# Feurs Enfants du Forez
El EF Feurs es un equipo de baloncesto francés con sede en la ciudad de Feurs, que compite en la NM1, la tercera competición de su país. Disputa sus partidos en el Forézieum André Delorme.

## Posiciones en liga
- 1998 - (12-N2)
- 1999 - (N1)
- 2000 - (13-N1)
- 2001 - (9-N1)
- 2002 - (4-N1)
- 2003 - (13-N1)
- 2004 - (10-N1)
- 2005 - (8-N1)
- 2006 - (14-N1)
- 2007 - (13-N1)
- 2008 - (15-NM1)
- 2009 - (5-NM2)
- 2010 - (5-NM2)
- 2011 - (5-NM2)
- 2012 - (12-NM2)
- 2013 - (NM3)
- 2014 - (7-NM2)
- 2015 -(7-NM2)
- 2016 -(4-NM2)
- 2017 -(4-NM2)
- 2018 -(1-NM2)
- 2019 -(7-NM1)
- 2020 -(12-NM1)
- 2021 -(10-NM2)
- 2022 -(2-NM2)

## Jugadores Históricos
| - Xavier Delarue - Romain Tillon |